# Ginástica de trampolim nos Jogos Pan-Americanos de 2015 - Feminino
A competição do trampolim feminino foi um dos eventos da ginástica de trampolim nos Jogos Pan-Americanos de 2015. Foi disputada no Toronto Coliseum entre os dias 18 de julho e 19 de julho. 

## Calendário
Horário local (UTC-4).
| Data        | Horário | Fase         |
| ----------- | ------- | ------------ |
| 18 de julho | 19:00   | Qualificação |
| 19 de julho | 19:00   | Final        |

## Medalhistas
| Ouro   | CAN Rosie MacLennan    |
| Prata  | MEX Dafne Navarro Loza |
| Bronze | CAN Karen Cockburn     |

## Resultados

### Qualificação
| Pos. | Ginasta                 | Obrigatório | Voluntário | Penalidade | Total  | Notas |
| ---- | ----------------------- | ----------- | ---------- | ---------- | ------ | ----- |
| 1    | CAN Karen Cockburn      | 45.595 (2)  | 51.870 (1) |            | 97.465 | Q     |
| 2    | BRA Camilla Lopes Gomes | 45.010 (3)  | 50.755 (2) |            | 95.765 | Q     |
| 3    | USA Clare Johnson       | 43.555 (5)  | 50.045 (3) |            | 93.600 | Q     |
| 4    | VEN Alida Rojo Mendoza  | 40.770 (6)  | 45.205 (4) |            | 85.975 | Q     |
| 5    | ARG Mara Colombo        | 38.545 (7)  | 41.370 (5) |            | 79.915 | Q     |
| 6    | CAN Rosie MacLennan     | 47.555 (1)  | 22.710 (6) |            | 70.265 | Q     |
| 7    | MEX Dafne Navarro Loza  | 43.755 (4)  | 10.785 (8) |            | 54.540 | Q     |
| 8    | USA Charlotte Drury     | 22.145 (8)  | 11.060 (7) |            | 33.205 | Q     |

### Final
| Pos.              | Ginasta                 | Dificuldade | Execução | Voo    | Penalidade | Total  |
| ----------------- | ----------------------- | ----------- | -------- | ------ | ---------- | ------ |
| Medalha de ouro   | CAN Rosie MacLennan     | 15.000      | 22.500   | 16.060 |            | 53.560 |
| Medalha de prata  | MEX Dafne Navarro Loza  | 14.200      | 22.800   | 15.000 |            | 52.000 |
| Medalha de bronze | CAN Karen Cockburn      | 13.300      | 22.800   | 15.460 |            | 51.560 |
| 4                 | USA Clare Johnson       | 13.800      | 22.800   | 14.630 |            | 51.230 |
| 5                 | USA Charlotte Drury     | 12.300      | 22.200   | 15.690 |            | 50.190 |
| 6                 | BRA Camilla Lopes Gomes | 14.000      | 20.700   | 15.290 |            | 49.990 |
| 7                 | ARG Mara Colombo        | 9.800       | 21.000   | 15.035 |            | 45.835 |
| 8                 | VEN Alida Rojo Mendoza  | 10.800      | 17.700   | 14.950 |            | 43.450 |